# Dyslexia Toolbox

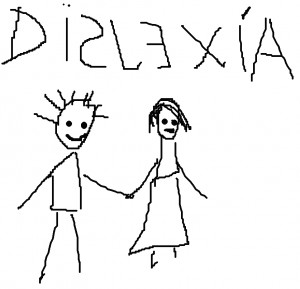
Dislexia

Dyslexia Toolbox, o caja de herramientas para la dislexia en español, es una aplicación gratuita para personas con dislexia. Está disponible para IOS de manera gratuita. Fue creada por disléxicos para disléxicos, según Gary Smith, fundador de Brainbook.
Gary Smith, con la ayuda del diseñador gráfico Brett Bramall, desarrollaron esta aplicación, ya que ambos sufren de dislexia, con el objetivo de ayudar a personas que, como ellos, también poseen esta dificultad de aprendizaje que afecta a la lectoescritura.

## Características de Dyslexia Toolbox:[2][3]
- Predice palabras con el fin de ayudar a crear mensajes para ser enviados por teléfono, correo electrónico o a través de las redes sociales.
- Ofrece una superposición digital para leer textos a través de una pantalla con color, ya que el uso de estas superposiciones que modifican el color y el tipo de letra son útiles para algunos lectores con dislexia o que sufren de estrés visual.
- Posee un lector digital de documentos, que obtiene fotografías de textos y es capaz de leerlos en voz alta.
- Asistente de referencia que ayuda a diferenciar la derecha de la izquierda.
- Ofrece colores y fuentes personalizables
- Dictado de voz
- Herramienta de lectura QR con ajustes automáticos